# Christian E. Loeben

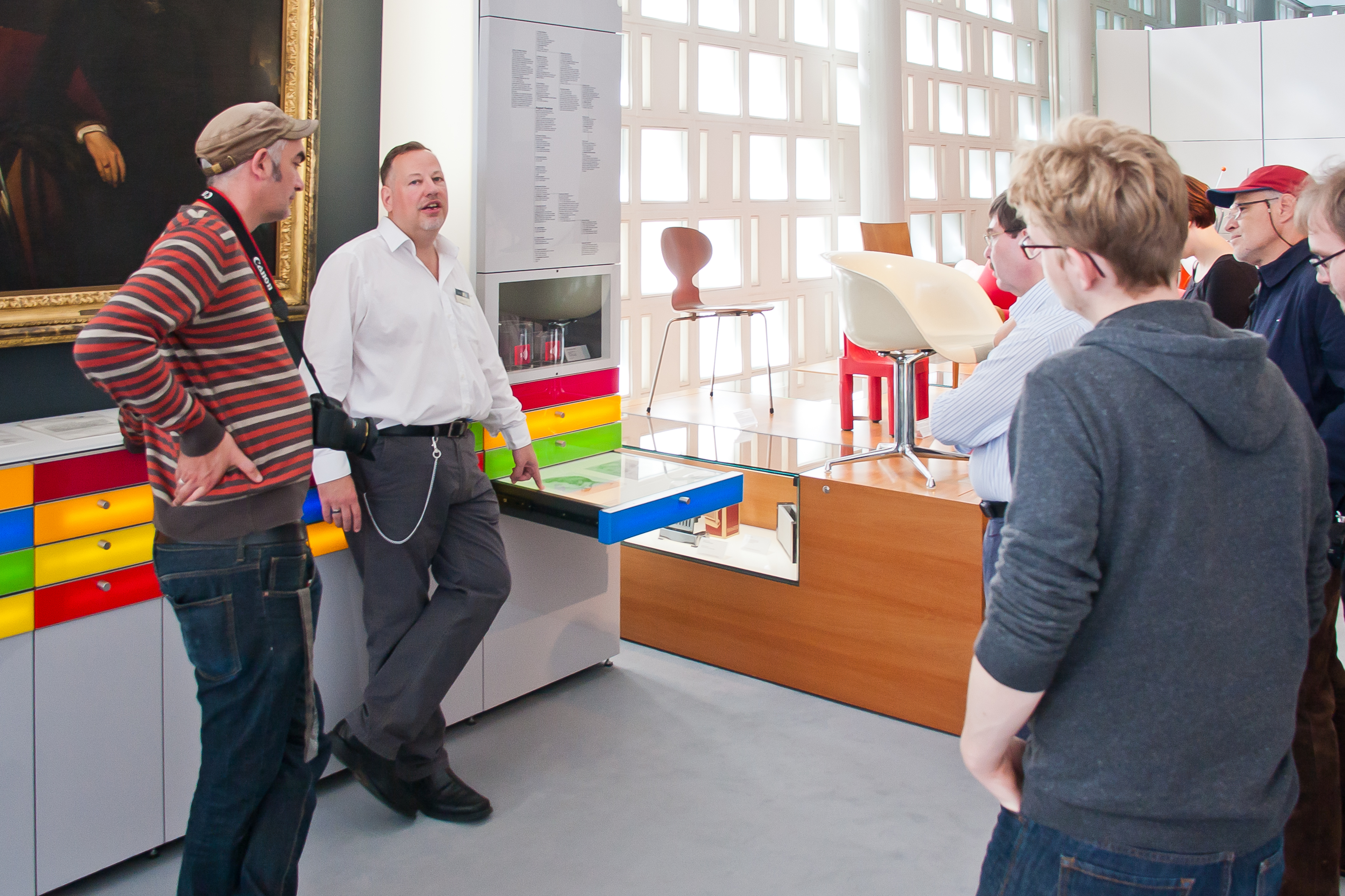
Christian E. Loeben (Zweiter von links) bei einer Führung im Museum August Kestner, September 2013

Christian E. Loeben (* 22. Dezember 1961) ist ein deutscher Ägyptologe.
Loeben studierte 1980 bis 1985 an der Freien Universität Berlin die Fächer Ägyptologie und Kunstgeschichte. Danach war er als wissenschaftlicher Reiseleiter tätig. Von 1992 bis 2003 war er als Dozent für Ägyptologie an der Humboldt-Universität zu Berlin tätig, die zwei letzten Semester als Vertretung der vakanten Professur für Ägyptologie. Hier wurde er auch 1999 mit einer Dissertation zum Thema Beobachtungen zu Kontext und Funktion königlicher Statuen im Amun-Tempel von Karnak promoviert. Seit 2004 ist er Leiter der Ägyptologischen Sammlung des Museum August Kestner und Lehrbeauftragter an der Universität Göttingen. Loeben ist besonders bei der populären Vermittlung der Ägyptologie engagiert, tritt häufig in den Massenmedien als Fachmann in ägyptologischen Fragen auf, entfaltet eine reiche Publikationstätigkeit und hält viele Vorträge.

## Schriften
- Beobachtungen zu Kontext und Funktion königlicher Statuen im Amun-Tempel von Karnak. Wodtke & Stegbauer, Leipzig 2001, ISBN 3-934374-05-0.
- mit André B. Wiese: Köstlichkeiten aus Kairo! Die ägyptische Sammlung des Konditorei- und Kaffeehaus-Besitzers Achille Groppi (1890–1949). Antikenmuseum Basel und Sammlung Ludwig und Museum August Kestner, Basel / Hannover 2008, ISBN 978-3-924029-45-6, ISBN 3-924029-45-8, ISBN 978-3-905057-24-9.
- mit Sven Kappel: Die Pflanzen im altägyptischen Garten. Ein Bestandskatalog der ägyptischen Sammlung im Museum August Kestner. Leidorf, Rahden 2009, ISBN 978-3-86757-452-5.
- Die Ägypten-Sammlung des Museum August Kestner und ihre (Kriegs-)Verluste (= Museum Kestnerianum. Band 15) Leidorf, Rahden 2011, ISBN 978-3-86757-454-9.
- Christian E. Loeben: „Mumien in Ausstellungen und Museen“ – Zusammenfassung und Fazit einer Colloquiumsdiskussion. (pdf; 1,5 MB) In: Die ägyptische Mumie, ein Phänomen der Kulturgeschichte. Hrsg. von Martin Fitzenreiter und Christian E. Loeben. Humboldt-Universität zu Berlin, Seminar für Sudanarchäologie und Ägyptologie: Internet-Beiträge zur Ägyptologie und Sudanarchäologie; 1, 24. September 1998, S. 133–136, archiviert vom Original am 9. Januar 2017.